# نشوء عدمي
النشوء العدمي (الكون ذو الطاقة الصفرية) هي فرضية حول الانفجار العظيم وتقول بأن الكون بدأ كمادة مفردة نشأت من العدم المطلق، بطريقة تشبه كيفية نشأة المواد الافتراضية ثم رجوعها إلى حالة اللاوجود.
ظهر مفهوم النشوء العدمي لأول مرة عام 1969 أثناء مؤتمر عقده عالم الكونيات دينيس سياما (Dennis Sciama). إدوارد تيرون (Edward Tryon), كان بين الحضور وأخذته الفكرة وقال دون تفكير «ربما كان الكون تموجًا من العدم.» وتعامل الحضور مع هذه المقولة باعتبارها مزحة، ولكن تيرون لم يكن يمزح. وفي لقاء عام 1984، تذكر تيرون أن كان جالسًا في المنزل منذ ثلاث سنوات، وراودته رؤية أخرى; «لقد تخيلت الكون ينشأ من لا شيء مثل التموج الكمي وأدركت أن هذا كان ممكنًا وأن هذا يفسر الكثافة الحرجة للكون.»

## اقرأ أيضا
- التوافق الدقيق للكون